# Scaptia vittata
Scaptia vittata är en tvåvingeart som först beskrevs av Philippi 1865.  Scaptia vittata ingår i släktet Scaptia och familjen bromsar. Inga underarter finns listade i Catalogue of Life.